# Festival du film Open Doek
Le Festival du film Open Doek se tient chaque année à Turnhout, en Belgique, depuis 1992.
Il présente un éventail de films de fiction, documentaires et d'animation, accompagnés de concerts, expositions et conférences, notamment le « cinéma du monde » et les films venant des cinématographies peu exposées et explorées.
Open Doek est aussi un distributeur alternatif de films, en diffusant et accompagnant certains films dans les salles, centres culturels et ciné-clubs flamands et wallons[réf. nécessaire].
Le festival offre de l'activité éducative faite en association avec les écoles, qui se traduit par des productions scolaires, des classes de cinéma, des workshops et une plateforme de production pour jeunes cinéastes[réf. nécessaire].